# 하지형
하지형(1986년 1월 16일 ~)은 대한민국의 남자 성우이다. 2017년에 KBS 공채 42기 성우로 입사하였다. 한국방송 성우극회 소속.

## 주요 출연작품

### 라디오

#### KBS
소설극장 (KBS 3라디오)
- 2017.01.19 ~ 2017.03.12 기욤 뮈소 作 <내일> (히피)

KBS 라디오 문학관 (KBS 한민족방송)
- 2017.03.12 이지명 作 <금덩이 이야기> (사내2)

KBS 무대 (KBS 한민족방송)
- 2017.03.04 <사약 받는 날> (상놈2)
- 2017.03.11 <카페W> (댓글5)
- 2017.03.18 <은주가 변했다> (손님2)
- 2017.04.08 <멋진 친구> (할아버지)

라디오 극장 (KBS 한민족방송)
- 2017.02.01 ~ 2017.02.28 정규웅 作 <붉은 꽃, 나혜석> (방송)
- 2017.03.01 ~ 2017.03.31 정길연 作 <달리는 남자 걷는 여자> (범석)
- 2017.04.01 ~ 조두진 作 <결혼면허>

바람따라 구름따라 (KBS 라디오)
- 방송중

KBS 와이파이 초한지 (KBS 라디오)
- 2017.03.20 <225화> (군사)

KBS 다큐멘터리 역사를 찾아서 (KBS 한민족방송)
- 2017.02.19 <제643편 척신 김안로, 탄핵을 받다> (대신1)
- 2017.02.26 <제644편 경빈 박 씨와 「작서의 변」> (의금부 도사)

## 같이 보기
- 한국방송 성우극회